# James Eustace Bagnall
James Eustace Bagnall ALS (7 de noviembre de 1830 – 3 de septiembre de 1918) fue un naturalista inglés, muy particularmente interesado en botánica, y especialmente en la briología. Fue autor de la primera Flora de Warwickshire (VC38) en 1891. Como notabilísimo briólogo, escribió el Handbook of Mosses (Manual de Musgos) en la "Serie Young Collector", con varias ediciones publicadas entre 1886 a 1910.

## Vida
James Eustace Bagnall había nacido en Birmingham el 7 de noviembre de 1830. Era el mayor de James Bagnall (1804-1874) y de Jane Amelia Wall, (1806-1888). Cuando joven, vivió con su familia en el centro de Birmingham, siendo educado en Singers' Hill School; en 1881, los resultados del censo muestran que vivió con su hermana Fanny en el distrito de Aston de Birmingham. Inicialmente trabajó en el almacén de su padre como fundidor de latón. Entre ca. 1845 a 1897, fue escribano en "Hinks & Wells", que eran empresarios de Birmingham de plumillas de acero. Nunca se casó, ni dejó descendencia. Falleció el 3 de septiembre de 1918.

## Contribuciones a la Historia Natural
"Bagnall no descubrió los placeres de la botánica hasta la edad de 34, cuando un amigo le prestó un microscopio."

De sí mismo dijo 

"todos los de mi trabajo, de oficina o botánicos, se han hecho en el escaso tiempo libre de un empleado de fábrica" y que "su conocimiento de la botánica ha sido autoadquirido"

 A través de la recolección de especímenes y el cotejo de los registros, su principal contribución fue a lo que se llama biogeografía.
El herbario de Bagnall, junto con sus papeles se conservan en la "Biblioteca Birmingham Central". Y el "National Museum and Gallery of Wales", Cardiff, posee 125 de sus especímenes de musgos. Hay otros herbarios que poseen duplicados de sus especímenes recolectados(e.g. Fielding-Druce Herbarium (OXF)).

### Floras locales
Bagnall hizo importantes contribuciones a las Floras del hinterland de los pueblos aledaños a su casa de Birmingham. Una de sus primeras publicaciones, en 1874, fue la Flora de musgos de Warwickshire.
En 1876, publica su Flora de Sutton Park, hoy una Reserva Natural Nacional. Había muy pocos registros de plantas en Sutton Park antes de esa cuenta, también lo hizo su Flora sirviendo de base para todas las demás floras. An version with updated species names is available online.
En 1891, su Flora de Warwickshire fue publicada. siendo la primera Flora de Warwickshire (VC38), y la basó en una serie de papeles que Bagnall había publicado en el Midland Naturalist entre 1881 a 1885. comprende 561 pp. en tres secciones, es una obra global describiendo topografía, geología y meteorología del condado; lo divide en distritos sobre la base de las cuencas de drenaje; lista la flora, incluyendo briófitas, líquenes y hongos, con la mayoría de los registros desglosados por distrito; y finaliza con una detallada historia del botanizado en Warwickshire. Los capítulos resúmenes contienen análisis estadísticos, que muestran, por ejemplo, que Warwickshire contenía 100% de las especies conocidas a esa época de 80 o más condados británicos, pero solo el 9% de aquellas halladas en poco más de 10 condados, de modo que no era un condado conocido por plantas raras.
El primer intento de una amplia Flora de Staffordshire (VC39) fue la de Robert Garner, de 1844. En 1901, cuando Bagnall era ya bien conocido por Flora of Warwickshire, su Flora of Staffordshire se publica; obra de 74 pp. tenía la intención de actualizar la "Flora de Garner"; y contenía un importante número de nuevos registros, muchos por él mismo Bagnall. Y fue solo superada en 1972. Bagnall también contribuyó al capítulo botánico del volumen de 1908 de Victoria County History de Staffordshire. Así como con su "Flora de Warwickshire", Bagnall dividió el condado en áreas de drenaje y clasificó los registros de esas áreas.

### Briología
Bagnall fue un notable briólogo de campo. Como se mencionó anteriormente, una de sus primeras publicaciones en 1874, fue la Flora de Musgos de Warwickshire. Su más ampliamente obra distribuida fue Handbook of Mosses (Manualde Musgos), una contribución a la "Serie Young Collector" publicada en Londres por Swan Sonnenschein, etc. Tal manual se publicó y reimprimió en al menos seis ediciones entre 1886 a 1910, y hoy está disponible en línea. Se describe como se estudian musgos, incluyendo el aparataje necesario y preparación y almacenaje de especímenes; su desarrollo, hábitats (incluyendo descripciones de especies típicas) y su distribución geográfica; y su clasificación. También incluyó capítulos sobre su cultivo y uso.
Bagnall contribuyó en capítulos o secciones de briófitas en un número de obras, incluyendo Victoria County History of Warwickshire en 1904, la Victoria County History of Staffordshire en 1908; y The Botany of Worcestershire en 1909.

## Honores y galardones

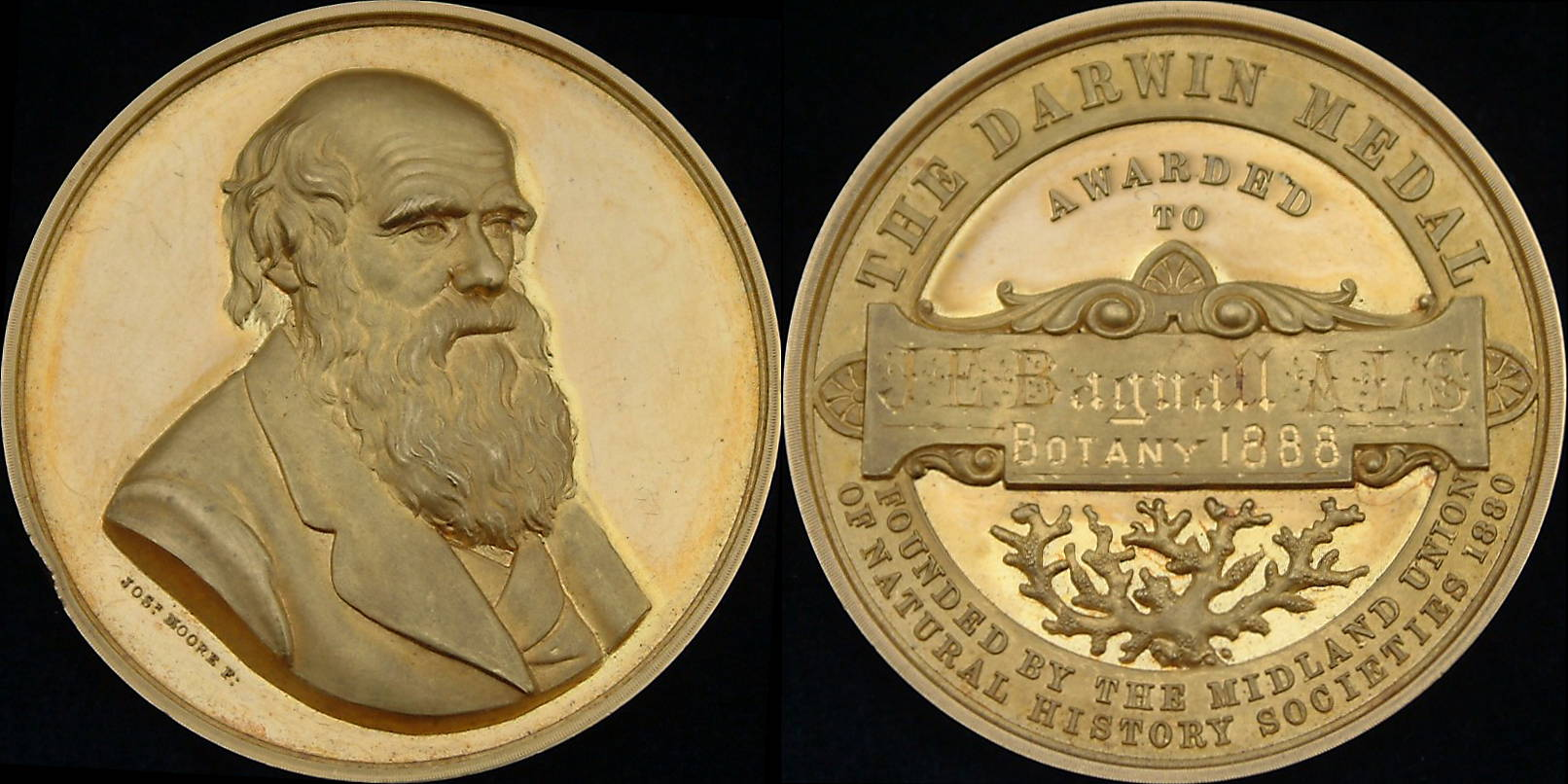
Medalla que forma parte del "Premio Darwin

- El 15 de enero de 1885, fue elegido Asociado de la Sociedad linneana de Londres (ALS).
- En 1888, fue galardonado con el Premio Darwin de la Midland Union of Natural History Societies, en la citación "Botánica". El premio (cuyo título y propósitos habían sido aprobados por el propio genial Charles Darwin) fue "otorgado anualmente a un artículo que indique una investigación original sobre un tema en el ámbito de las sociedades en la Unión, aportado por los socios para su publicación en el Journal de la Unión,"[19] e incluye una medalla.
- En 1909, fue elegido miembro honorario del "Moss Exchange Club".

## Algunas publicaciones
- Bagnall, James E. (1874), «The Moss Flora of Warwickshire», Journal of Botany.[20]

- Bagnall, James E. (1876), Notes on Sutton Park: Its Flowering Plants, Ferns, and Mosses, read at a general meeting of the Birmingham Natural History and Microscopical Society, held December 6th, 1876, Birmingham, OCLC 18894820.una versión actualizada disponible en línea.[12])

- Fue un regular contribuyente de Midland Naturalist, publicándose entre 1878 a 1893 en Vols. 1-16.

- Bagnall, James E. (1886), Handbook of Mosses, The Young Collector Series, London: Swan Sonnenschein, OCLC 683252.. Reimpreso/republicado en al menos 6 ediciones de 1889 (3ª), 1891, 1896 (4ª), 1907 (5ª), 1910 (6ª) (Londres, Swan Sonnenschein).

- Bagnall, James E. (1891), Flora of Warwickshire, London: Gurney & Jackson, OCLC 15190032.

- Bagnall, James Eustace (1901), The Flora of Staffordshire, London: West, Newman & Co., OCLC 314349594.(suplemento de Journal of Botany)[21]

- According to Lawley,[1] Bagnall contributed a section on bryophytes in Doubleday, H. Arthur & Page, W., eds. (1904), Victoria History of the County of Warwickshire, Vol. 1, OCLC 222417743.

- Adams, H. Isabel & Bagnall, James E. (1907–1910), Wild Flowers of the British Isles.Bagnall es dado como habiendo revisado este trabajo.

- Bagnall, James E. (1908), «Botany»,  en Page, W., ed., Victoria History of the County of Staffordshire, Vol. 1, pp. 41-60, OCLC 222578311.

- Amphlett, John; Bagnall, James E. & Rea, Carleton (1909), The Botany of Worcestershire, Birmingham: Cornish Brothers, OCLC 67895586..Una reproducción facsímil se publicó en 1978 (Wakefield : EP Pub.). Bagnall está acreditado por Lawley[1] con la sección sobre briófitas.

- La abreviatura «Bagn.» se emplea para indicar a James Eustace Bagnall como autoridad en la descripción y clasificación científica de los vegetales.[22]